# أرت مورو
أرت مورو (بالإنجليزية: Art Moreau)‏ هو سياسي أمريكي، ولد في 1936 في بيلينغام في الولايات المتحدة. انتخب عضو مجلس نواب واشنطن.